# Calcareoboea bonii
Calcareoboea bonii là một loài thực vật có hoa trong họ Tai voi. Loài này được (Pellegr.) B.L.Burtt mô tả khoa học đầu tiên năm 2001.